# Ariathisa emboloma
Ariathisa emboloma är en fjärilsart som beskrevs av Oswald Beltram Lower 1918. Ariathisa emboloma ingår i släktet Ariathisa och familjen nattflyn. Inga underarter finns listade i Catalogue of Life.